# 2216 Kerch
2216 Kerch (1971 LF) là một tiểu hành tinh vành đai chính được phát hiện ngày 12 tháng 6 năm 1971 bởi T. M. Smirnova ở Đài vật lý thiên văn Crimean.